# Ermanno d'Altavilla
Ermanno d'Altavilla (1048 circa – Antiochia, 1097) è stato un cavaliere medievale normanno.
Ermanno era il minore dei figli di Umfredo, Conte di Puglia e Calabria (1051-1057), e Matilda, figlia di Asclettino I Drengot; suo fratello maggiore era Abelardo, che, pur essendo nominalmente erede dei possedimenti paterni, fu privato della propria eredità dallo zio, Roberto il Guiscardo, che, alla morte di Umfredo, si proclamò conte e ne confiscò le terre.
Nel 1064, Abelardo si pose a capo di una rivolta dei baroni contro il Guiscardo, il quale riuscì a reprimerla e a cedere il giovane fratello Ermanno in ostaggio al Catapano greco d'Italia, Abulchares, in modo da assicurarsi la fedeltà di Abelardo. Una volta rilasciato, Ermanno si recò a Trani e tenne il governo di queste terre durante la rivolta del 1071, offrendo il proprio supporto ai ribelli (compreso Abelardo). Nel 1073, cadde prigioniero del longobardo Guido di Sorrento, fedele alleato del Guiscardo e favoreggiatore della supremazia di quest'ultimo in Italia meridionale. In principio, fu recluso a Rapolla, presso Melfi, poi condotto a Mileto e consegnato a Ruggero, fratello di Roberto il Guiscardo.
Successivamente rilasciato, Ermanno si recò a Costantinopoli e fece ritorno in Italia solo nel 1081-82, durante la spedizione bizantina del Guiscardo. Qui, certamente grazie all'appoggio di Boemondo, primogenito diseredato di Roberto, riuscì a reggere la contea di Canne per oltre dieci anni. Accettò quindi di prendere parte alla Prima crociata al fianco di Boemondo.
Ermanno d'Altavilla morì nel 1097 durante l'assedio di Antiochia.